# Вингер (Минесота)
Вингер (енгл. Winger) град је у америчкој савезној држави Минесота.

## Демографија
По попису из 2010. године број становника је 220, што је 15 (7,3%) становника више него 2000. године.
| Група             | 2000.       | 2010.       |
| Белци             | 191 (93,2%) | 212 (96,4%) |
| Афроамериканци    | 0 (0,0%)    | 0 (0,0%)    |
| Азијати           | 0 (0,0%)    | 1 (0,5%)    |
| Хиспаноамериканци | 0 (0,0%)    | 0 (0,0%)    |
| Укупно            | 205         | 220         |